# (1461) Jean-Jacques
(1461) Jean-Jacques es un asteroide perteneciente al cinturón de asteroides descubierto el 30 de diciembre de 1937 por Margueritte Laugier desde el Observatorio de Niza, Francia.

## Designación y nombre
Jean-Jacques fue designado inicialmente como 1937 YL.
Posteriormente se nombró en honor de uno de los hijos de la descubridora.

## Características orbitales
Jean-Jacques está situado a una distancia media del Sol de 3,126 ua, pudiendo acercarse hasta 2,984 ua y alejarse hasta 3,267 ua. Su excentricidad es 0,04517 y la inclinación orbital 15,33°. Emplea en completar una órbita alrededor del Sol 2018 días.